# Скејтборд
Скејтборд (енгл. skateboard) или скејт (енгл. skate), је направа која се састоји од даске на коју су причвршћена четири точка, намијењена забави или показивању умјешности у управљању њиме.
Даска скејтборда је површина на којој онај који управља њиме стоји, објема ногама, повремено се одгурујући једном ногом. Лагано је савијена нагоре с предње и задње стране. Направљена је од дрвета или дрвних производа као што су фурнир или иверица. У зависности од модела, може да буде пресвучена гумом или да укључује и друге материјале. С доње стране даске причвршћени су точкови, обично у пару, с предње и задње стране. Точкови морају бити тако причвршћени да омогућавају лагано бочно нагињање на дасци. Скејтборд се погони властитом снагом корисника, одгуривањем једном ногом, слично тротинету.
Модеран скејтборд настао је у Калифорнији касних седамдесетих година 20. вијека. Нарочито је био популаран код оних који су се бавили једрењем на дасци, јер би у недостатку високих таласа сличну вјештину показивали на скејтборду. До средине осамдесетих скејтборди су већ масовно произвођени и продавани широм Сједињених Америчких Држава.